# O Livro das Bestas
O Livro das Bestas (em Língua catalã, Llibre de les Bèsties) é um livro escrito por Raimundo Lúlio(Ramon Llull), a data de publicação é incerto, mas possivelmente foi publicado entre o ano de 1280 e 1289, lançando como parte de um conjunto literário intitulado "O Livro das Maravilhas"(Llibre de Meravelles) de 1288-1289.
- Embora tenha sido incorporado ao Livro das Maravilhas, muitos estudiosos consideram que O Livro das Bestas foi escrito anteriormente como uma obra independente, sendo posteriormente inserido na estrutura da novela filosófica. Dentro do Livro das Maravilhas, que é composto por dez livros, Llull aborda temas como as plantas (livro V) e os metais (livro VI). Ao tratar dos animais, no entanto, o autor modifica a estrutura narrativa: o protagonista Félix, que conduz o leitor pelas primeiras partes da obra, deixa de ser o centro da ação e assume o papel de mero observador da história, ao lado do próprio leitor.[2]